# David Eccles, I visconte Eccles
David McAdam Eccles, I visconte Eccles (18 settembre 1904 – 24 febbraio 1999) è stato un politico inglese.

## Biografia
Era il figlio di William McAdam Eccles, e di sua moglie, Anna Coralie Anstie. Studiò alla Winchester College e al New College.

## Carriera
Durante la seconda guerra mondiale lavorò per il Ministero della guerra (1939-1940) e per il Ministero delle Attività Produttive (1942-1943) e fu consigliere economico degli ambasciatori britannici a Lisbona e Madrid (1940-1942).
Eccles fu eletto deputato per il collegio di Chippenham (1943-1962). Nel 1962 fu creato Barone Eccles e nel 1964 fu creato visconte Eccles. Tornò al governo nel 1970, quando Edward Heath lo nominò Ragioneria Generale del Ministro per le Arti, incarico che ricoprì fino al 1973. In qualità di ministro per le arti si scontrò con il Presidente del Consiglio delle Arti di Gran Bretagna Arnold Goodman sul finanziamento delle opere teatrali e mostre e introdusse i biglietti di ingresso obbligatori nei musei e nelle gallerie pubbliche.

## Matrimoni

### Primo Matrimonio
Sposò, il 1 ottobre 1929, Sybil Frances Dawson (1904-2 giugno 1977), figlia di Bertrand Dawson, I visconte Dawson. Ebbero tre figli:
- John Eccles, II visconte Eccles (20 aprile 1931);
- Simon Dawson Eccles (11 settembre 1934), sposò Sheelin Lorraine Ryan, ebbero due figli;
- Selina Polly Dawson Eccles (18 gennaio 1937), sposò in prime nozze Robin Carnegie, ebbero un figlio, e in seconde nozze George Petty-FitzMaurice, VIII marchese di Lansdowne.

### Secondo Matrimonio
Sposò, il 26 settembre 1984, Mary Morley Crapo (1912-2003). Non ebbero figli.

## Morte
Morì il 24 febbraio 1999, all'età di 94 anni, per cause naturali, lasciando una tenuta di circa £ 2,4 milioni.